# مارغاريتا سفينسون
مارغاريتا سفينسون (بالسويدية: Margareta Svensson)‏ هي عازفة بيانو وكاتبة غنائية ومغنية ومدربة صوتي وموسيقية سويدية، ولدت في 22 أبريل 1968 في فاربيرغ في السويد.

## وصلات خارجية
- الموقع الرسمي